# Ascorhynchus japonicus
Ascorhynchus japonicus là một loài nhện biển trong họ Ascorhynchidae. Loài này thuộc chi Ascorhynchus. Ascorhynchus japonicus được miêu tả năm 1891 voor het eerst wetenschappelijk bởi Ives.